# الغطاس (شيلر)

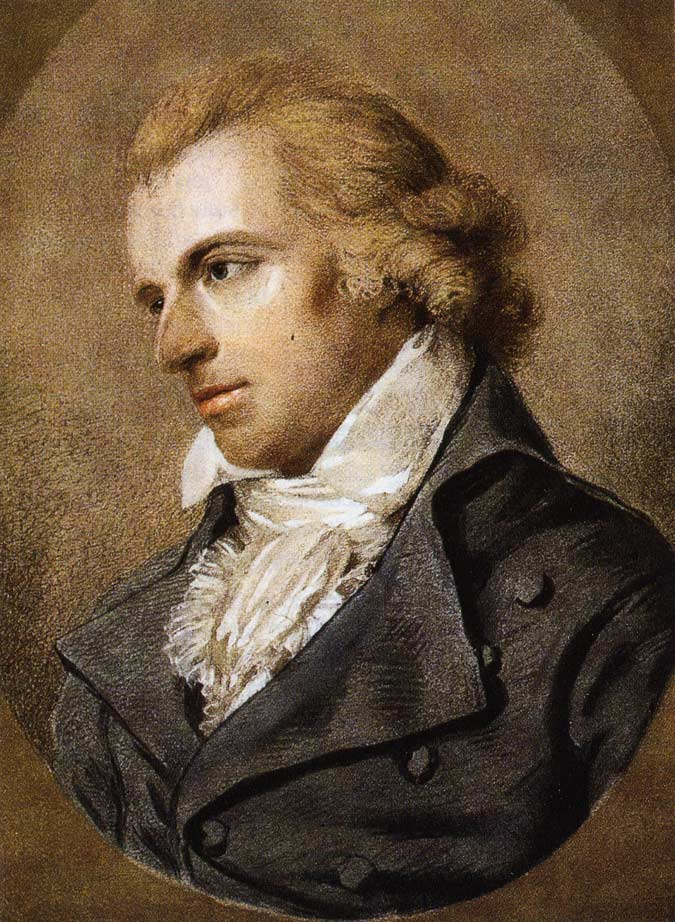
فريدرش شيلر

الغطاس (بالألمانية: Der Taucher) قصيدة بالاد من تأليف الشاعر الألماني فريدرش شيلر (1759-1805)، كتبت القصيدة في عام 1797، عام منافسة البالاد الودية بين جوته وشيلر. تظهر في هذه القصيدة سمات درامية واضحة مثل غيرها من الحكايات الشعرية التي كتبها شيلر في هذه الفترة.

## وصلات خارجية
| - الغطاس، على ويكي مصدر الألمانية - الغطاس، على كتب جوجل. - الغطاس، على أرشيف الإنترنت. | - الغطاس، على الفهرس العالمي. - الغطاس، على موقع أمازون. - الغطاس، على مكتبة جامعة هارفارد. |  |